# Armada (jeu vidéo, 1999)
Pour les articles homonymes, voir Armada.
Armada est un jeu vidéo d'action de science-fiction sorti sur Dreamcast en 1999.

## Trame
Le jeu se déroule dans un futur indéterminé. La Terre a été détruite par l'Armada, une flotte spatiale dirigée par des extra-terrestres géants dont on ignore l'origine et les buts. L'humanité a fui vers les étoiles dans le désordre pour tenter de survivre. Des siècles plus tard, les humains survivants ont formé six factions distinctes unies par une alliance fragile contre l'Armada.